# Camille (2019)
Camille ist eine französische Filmbiografie von Boris Lojkine aus dem Jahr 2019. Sie schildert die letzten Monate im Leben der Journalistin Camille Lepage, die 2014 während des Bürgerkriegs in der Zentralafrikanischen Republik erschossen wurde. 

## Handlung
Französische Soldaten treffen auf eine Gruppe Anti-Balaka-Kämpfer in der Zentralafrikanischen Republik. Auf einem Jeep finden sie fünf Leichen, darunter die der 26-jährigen Fotojournalistin Camille Lepage. Ihre letzten Monate werden erzählt.
Camille kehrt im Spätherbst 2013 aus der Zentralafrikanischen Republik nach Frankreich zurück, um ihre Fotos, die sie während des beginnenden Bürgerkriegs rund um Bangui angefertigt hat, einem Experten des Photojournalismusfestivals Visa pour l’image zu zeigen. Der findet einige ihrer Fotos zwar interessant, ist generell jedoch nicht beeindruckt. Ihren Fotos fehle eine zentrale Aussage, sie wisse noch nicht, was sie wirklich dokumentieren wolle. Camille kehrt in die Zentralafrikanische Republik zurück und erlebt in Bangui Proteste gegen die muslimischen Séléka-Rebellen, die vor allem im Norden des Landes Massaker verüben. Camille trifft sich häufig mit Studenten, zu denen sie eine Verbindung aufbaut. Vor allem Cyril, Leïla und Abdou sieht sie immer wieder. Angst vor der sich zuspitzenden Situation hat Camille nicht.
Im Dezember 2013 gründen sich in den Dörfern die Anti-Balaka, Selbstverteidigungsgruppen gegen die Séléka. Sie ziehen nach Norden, um die Séléka zu bekämpfen. Camille wendet sich in Bangui an eine Gruppe erfahrener französischer Fotografen, die bereits in zahlreichen Krisenzentren der Welt gearbeitet haben und unter anderem für Le Monde arbeiten. Mathias, Stol, François und Michael weigern sich jedoch, Camille mit  auf ihre Fahrt nach Norden zu nehmen. Sie bleibt in Bangui und fotografiert örtliche Kundgebungen gegen die Séléka. Kurze Zeit später erfährt sie, dass Séléka-Rebellen in der Stadt waren und nach Cyril gesucht haben. Camille verhilft Cyril zur Flucht zu seiner Schwester. Wenig später trifft sie sich mit Kriegsfotograf Mathias, der ihr zu einem Kontakt zur Zeitung Libération verhilft. Er rät ihr zudem, vorsichtig zu sein und sich nicht mit den Menschen vor Ort zu verbrüdern. 
Am 5. Dezember 2013 eskaliert die Situation und es kommt zu Massakern auch in Bangui. Camille begleitet die Gruppe von Fotografen und Journalisten und sieht Opfer der Massaker. Unerfahren kommt es zu kleineren Konflikten mit den erfahrenen Fotografen. Die Gruppe sucht auch Cyril auf, in dessen Dorf die Séléka mehrere Menschen getötet haben. Frankreich sagt der Zentralafrikanischen Republik unterdessen Unterstützung im Kampf gegen die Séléka zu und Camille kann erste Fotos an die Libération verkaufen, wobei ihr bei der Auswahl die Journalistenkollegen helfen. Nur wenige Tage später kommen französische Soldaten in Bangui an; die Einwohner zerstören die örtliche Moschee und beginnen, wahllos Muslime zu jagen und teilweise vor den Augen der anwesenden Journalisten zu lynchen. Camille verhilft dem muslimischen Studenten Abdou zur Flucht nach Kamerun. Halbmuslima Leïla wiederum will vor Ort bleiben, da sie keine Angst hat. Wenig später wird Leïla durch die Séléka getötet. Camille gerät in einen Streit mit Cyril, der ihr vorwirft, letztlich nur an Fotos interessiert zu sein, die Mentalität der Menschen jedoch nicht zu verstehen.
Camille kehrt zu Weihnachten nach Angers zu ihrer Familie zurück und hat Zweifel am Nutzen ihrer Arbeit. Die Libération ist nicht mehr am Konflikt in der Zentralafrikanischen Republik interessiert, bietet Camille jedoch an, als Fotoreporterin in der Ukraine zu arbeiten. Camille kehrt jedoch in die Zentralafrikanische Republik zurück. Die Journalisten haben Bangui verlassen. Sie begibt sich auf die Suche nach Cyril, der inzwischen Anführer einer Anti-Balaka-Einheit geworden ist. Sie begleitet die Gruppe auf ihren Streifzügen gegen die Séléka, hat jedoch immer größere Zweifel am Sinn des gegenseitigen Tötens. Eine Dorfbewohnerin meint, dass im Konflikt Männer gegeneinander kämpfen, am Ende aber die Frauen am meisten leiden. Eines Morgens begeben sich die Anti-Balaka um Cyril mit Camille erneut in den Kampf gegen die Séléka. Die Gruppe gerät in einen Hinterhalt, bei dem Camille, Cyril und drei weitere Anti-Balaka-Kämpfer getötet werden.

## Produktion

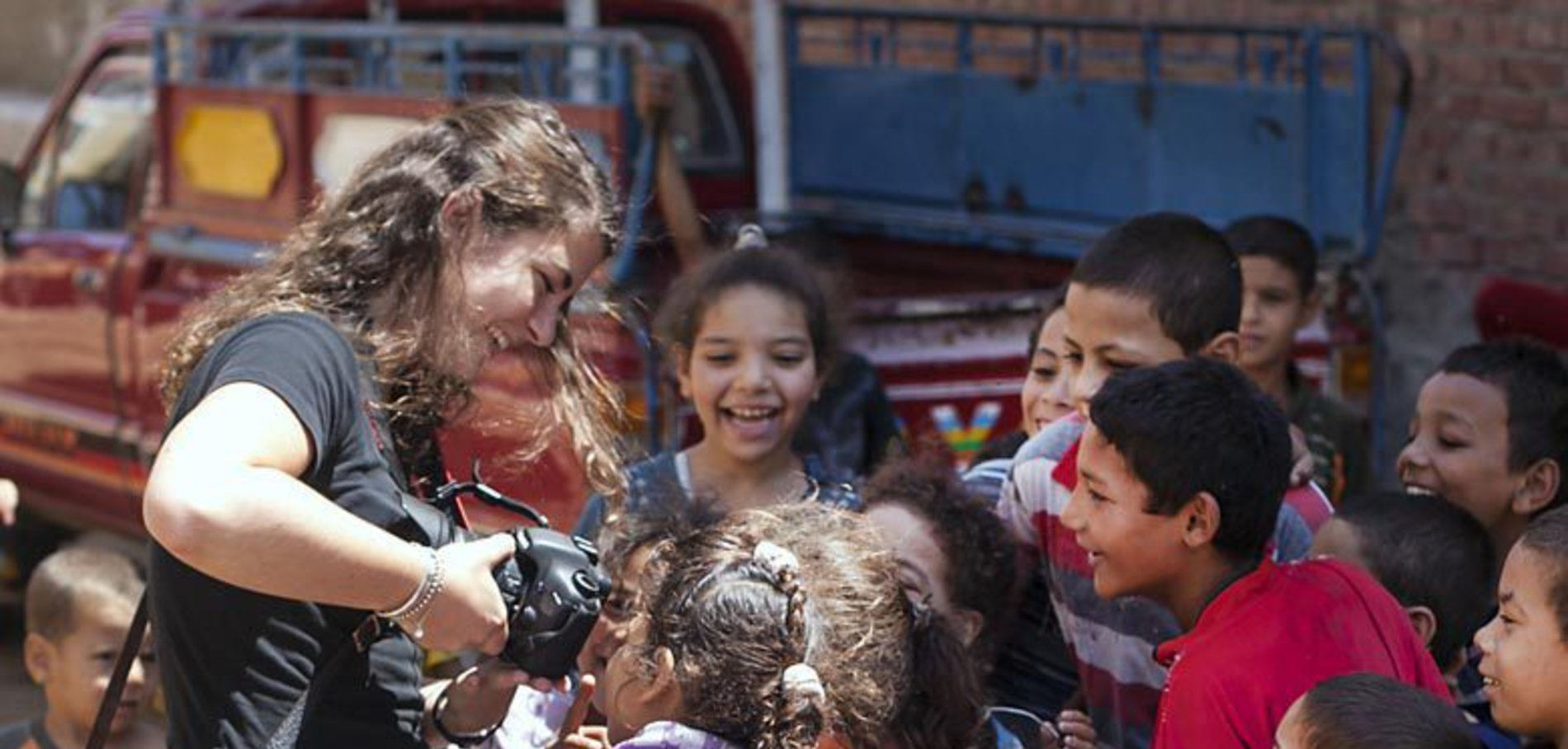
Camille Lepage (2011)

Camille war nach Hope der zweite Spielfilm, bei dem Boris Lojkine Regie führte. Der Film beschäftigt sich mit dem Leben der Fotojournalistin Camille Lepage. Lojkine erfuhr über sie und ihre Arbeit durch Zeitungsartikel, die sich um ihre Ermordung drehten. Auf dem International Festival of Photojournalism Visa pour l’image lernte er ihre Arbeit näher kennen und befasste sich in der Folge intensiv mit ihr und ihrem Schicksal. Er nahm Kontakt zur Familie auf und traf sich mit Freunden und Bekannten Lepages.
Der Film wurde vom 5. September bis 14. Dezember 2018 im Zentralafrikanischen Bangui gedreht, darunter am Flughafen und in der örtlichen Leichenhalle. Weitere Drehorte waren Paris, Angers und Perpignan. Die Kostüme schufen Awa Marlyse Yotomane, Khadija Zeggaï, Elin Kirschfink, Bojina Panayotova, Alphonsine Toudonou, Prince Wilikoyo und Darius Djaka, die Filmbauten stammen von Jan Andersen.
Ziel des Films war es, Lepages Leben, ihre Arbeit und die Vorkommnisse in der Zentralafrikanischen Republik wirklichkeitsgetreu darzustellen. Nebenfiguren hingegen sind wahren Personen nur nachempfunden, so die Figuren der drei Studenten und die der Journalisten. Nur Pressefotograf Michael Zumstein, der sich im Dezember 2013 in Bangui befand und auch Camille Lepage kannte, spielte sich im Film selbst. Bei den Fotos, die im Film zu sehen sind, handelt es sich um Fotografien von Camille Lepage.
Camille erlebte am 13. August 2019 auf dem Locarno Film Festival seine Premiere und lief in der Folge auch auf französischen Filmfestivals wie dem Festival du film francophone d’Angoulême. Am 16. Oktober 2019 kam der Film in die französischen Kinos. In der Deutschschweiz war der Film ab 27. Februar 2020 in den Kinos zu sehen. In Deutschland lief der Film unter anderem im Rahmen der Französischen Filmtage Tübingen-Stuttgart, die von Oktober bis November 2020 stattfanden.

## Auszeichnungen
Auf dem Locarno Film Festival wurde Camille für den Variety Piazza Grande Award nominiert. Für ihre Darstellung der Camille erhielt Nina Meurisse 2020 eine César-Nominierung als Beste Nachwuchsdarstellerin und gewann den Prix Lumières als Beste Nachwuchsdarstellerin.